# Diecezja porecko-pulska
Diecezja Poreču i Puli (łac.: Dioecesis Parentina et Polensis, chorw.: Porečko-pulska biskupija, wł.: Diocesi di Parenzo e Pola) – katolicka diecezja chorwacka położona w południowo-zachodniej części kraju – Istrii. Siedziba biskupa znajduje się w katedrze Wniebowzięcia NMP w Poreču.

## Historia
Diecezja katolicka w Poreču została założona w IV w. Pierwszym znanym z imienia biskupem był św. Mauro, który poniósł męczeńską śmierć podczas prześladowania chrześcijan w Cesarstwie rzymskim. Przypuszcza się, że w IV w. ufundowano biskupstwo w Puli. Do XIX w. obie diecezje podlegały różnym włoskim prowincjom kościelnym.
30 czerwca 1828 r. doszło do reorganizacji struktury Kościoła katolickiego na terenie Cesarstwa Austriackiego. W jej wyniku dokonano zjednoczenia obu diecezji w ramach biskupstwa Poreču i Puli.
Po zakończeniu II wojny światowej i przyłączeniu do Jugosławii nowych nabytków terytorialnych w Dalmacji Stolica Apostolska utworzyła w 1947 r. administraturę apostolską w Pazinie, która w 1977 r. decyzją papieża Pawła VI została wchłonięta przez diecezję Poreč i Puli.

## Biskupi
- ordynariusz – Ivan Štironja
- Biskup senior – bp Ivan Milovan

## Podział administracyjny
W skład diecezji wchodzi obecnie 9 dekanatów ze 134 parafiami.

## Główne świątynie
- Katedra – Wniebowzięcia NMP w Poreču
- Konkatedra – Wniebowzięcia NMP w Puli